# Via Mansuerisca
De Via Mansuerisca, ook wel Weg van Karel de Grote (Frans: Levée of Pavé de Charlemagne), is een vroegmiddeleeuwse heerweg, die dwars door de Ardennen liep tussen Maastricht (mogelijk ook Aken) en Trier. Het precieze verloop van de weg is buiten zo'n vijf kilometer grotendeels onbekend.

## Etymologie
De exacte betekenis van de naam is niet zeker, omdat er in de bronnen verschillende schrijfwijzen opduiken. Via betekent 'weg' of 'route'. Mansuerisca kan afstammen van de volgende woorden:
- Mansuarius: kolonist
- Masuarien: naar de Maas
- Transwarisca: over de Warche

## Geschiedenis
Ondanks diverse onderzoeken is de oorsprong van de weg onbekend. Aangenomen wordt dat de weg een groot deel van het eerste millennium van de christelijke jaartelling in gebruik is geweest, wellicht al vanaf de Romeinse of Merovingische tijd; in elk geval tijdens de Karolingische periode.
De eerste vermelding van de naam "Via Mansuerisca" in het jaar 670 komt uit een keur van de Merovingische koning Childerik II. Hierin worden de grenzen van het grondgebied van de abdij van Stavelot-Malmedy herzien en opnieuw vastgelegd. Er bestaan ook nog vermeldingen in documenten uit de jaren 814 en 950, waarin de grenzen bevestigd worden. Op vaste grond werden nieuwe wegen en straten aangelegd op het oorspronkelijk tracé van de Via Mansuerisca, de kennis over oorspronkelijk doel van de weg ging geleidelijk aan echter verloren. In het moerassige gebied van de Hoge Venen in de Ardennen raakte de weg in onbruik en mede daardoor meer en meer overgroeid en later overdekt met hoogveen, totdat de weg niet meer zichtbaar was.
In de achttiende eeuw, ten tijde van keizerin Maria Theresia van Oostenrijk, werd een deel van de weg herontdekt. Het tracé werd in 1768 over een afstand van ongeveer vijf kilometer, van Drossart in het noorden tot Botrange in het zuiden, blootgelegd toen men een verbinding wilde scheppen tussen het hertogdom Limburg en het hertogdom Luxemburg. Men wilde de weg renoveren, maar door de Brabantse Omwenteling raakte dat plan op de achtergrond. Ook een poging uit 1804 bleef uit. Het verdere verloop van het traject is nog steeds onbekend.

## Onderzoek
Het oudste onderzoek naar de weg, van de abbé Joseph Bastin (1870-1939) gepubliceerd in 1934, poneerde een oorsprong van de Via Mansuerisca in de eerste helft van de 4e eeuw, nog in de laat-Romeinse tijd. Zelfs is er gespeculeerd dat deze 'Vennstrasse' al in de pre-Romeinse tijd een belangrijke verbindingsweg was. Verder onderzoek met behulp van C14-datering bevestigde een oorsprong in de Romeinse periode. De uitkomst van deze datering was 208 n.Chr. (+/- 119 jaar). Dendrochronologisch onderzoek van de onderbouw wees tevens op de tijd tussen de 5e tot 9e eeuw, dat wil zeggen in de Merovingische of Karolingische tijd.
Als onderdeel van een opgraving in 2004 vond ook een geochemische analyse alsook een radiokoolstofdatering langs de kant van weg plaats. De resultaten zouden kunnen suggereren dat de weg in het tijdvak tussen de Romeinse en de Merovingische periode is gebouwd. De gebruikte methode is vergelijkbaar met de methode die in 1986 is beschreven door Dalemans en Streel 1986 en bestaat uit een gezamenlijke analyse van het pollen en van het minerale stof. De weg kan volgens deze methode in 300 (+/- 90 jaar) of in 460 (+/- 80 jaar) gebouwd zijn. De oudere datum valt in de periode van de invallen van de Franken en Alemannen en de crisis van het Romeinse Rijk in de derde eeuw. De jongere datum komt overeen met de definitieve vestiging van de Merovingische macht in het begin van de vroege middeleeuwen. Concluderend kan men stellen dat de exacte leeftijd van de weg nog niet met zekerheid bekend is.

## Beschrijving

### Traject
Het is niet zeker of de weg begon in Maastricht, waar de weg zou aansluiten op de heirbaan Maastricht-Nijmegen en op de vaarroute via de Maas, of in Aken, aansluitend op de heirbaan Aken-Xanten. Het is ook mogelijk dat er vanuit beide nederzettingen aansluitingen waren. De weg zou in ieder geval 's-Gravenvoeren, Baelen, Sankt Vith en Bitburg passeren.

### Bouwwijze
De weg was op het veen bevestigd via balken, waarvan sommige uit de Merovingische of Karolingische periode stamden. Daarom wordt geopperd dat de weg ook in de Frankische tijd nog een belangrijke route was.

### Gebruik van de weg
Op basis van chemische analyse die een specifieke lood- en zinkbelasting langs de weg laat zien, is het aannemelijk dat over de Via Mansuerica looderts werd vervoerd, dat afkomstig was uit mijnen in het gebied van Verviers of zelfs uit Kelmis. Dit looderts werd mogelijk naar Trier gebracht, waar het vervolgens werd verwerkt in loodsmelterijen.